# 日本着麦娘
日本着麦娘（学名：Alopecurus japonicus）为禾本科看麦娘属下的一个种。

## 扩展阅读
- 維基物種上的相關：日本着麦娘